# The Video Collection 1997-2003
The Video Collection 1997-2003 är en DVD med de största hitsen under åren av den grekiska artisten Despina Vandi. DVD:n släpptes år 2003.

## Videolista
1. Gia
2. Thelo Na Se Do
3. Olo Lipis
4. Anavies Foties
5. Deste Mou Ta Matia
6. Lathos Anthropos
7. Ela
8. I Melodia Tis Monaxias
9. Simera
10. Ipofero
11. To Koritsaki
12. Nihtolouloudo
13. Sta Dosa Ola
14. Lipame
15. Xristougenna
16. Gia [UK version]